# ニュースなラヂオ
『ニュースなラヂオ』は、MBSラジオで2018年度から2021年度まで通年で月曜日に放送されていた報道番組。2018年4月2日から2020年3月30日までは、毎日放送ラジオ報道部（当時）の制作で、基本として毎週月曜日の20:00 - 21:00（JST）に放送されていた。2020年4月からは、『マンデースペシャル2』（月曜日の20:00 - 20:55に編成される週替わりの特別番組枠）内で、月に1回生放送を実施。2022年3月7日放送分で終了した。

## 概要
2018年3月25日まで毎日放送の「ラジオ報道部」（ラジオ局ラジオ制作センター報道部）が制作してきた『報道するラジオ』の放送枠を受け継ぐノンスポンサーの報道番組。最新のニュースを、背景にある「大切なポイント」を含めて、「ラジオならではの生活者目線」という切り口で紹介する。伝えるニュースの分かりやすさと切り口の新鮮さで、リスナーの話題になるような番組を目指している。
2020年の4月改編で当番組の放送枠の大半（20:00 - 20:55）が『マンデースペシャル2』（週替わりの特別番組枠）へ転換されることに伴って、3月30日を最後に毎週放送を終了。翌4月以降は、「月刊　ニュースなラヂオ」として、『マンデースペシャル2』の放送枠で月に1回放送する。この改編によって、毎日放送ラジオ報道部の制作で毎週放送されるレギュラー番組は、2013年4月1日から2016年3月27日まで毎週月曜日の夜間（19:30 - 20:00）に編成されていた『ネットワーク1・17』（毎週日曜日の早朝5:30 - 6:00に放送中の災害・防災情報番組）だけになった。
新日本放送時代の1959年3月1日からテレビ放送事業とラジオ放送事業を兼営してきた毎日放送は、2021年4月1日付でラジオ放送事業を「株式会社MBSラジオ」へ移管するとともに、社内組織改編によって「ラジオ局」を廃止した。『ネットワーク1・17』は2021年4月4日放送分、「月刊　ニュースなラヂオ」は翌5日放送分から株式会社MBSラジオのコンテンツデザイン局で制作しているが、報道系番組の具体的な担当部局は不明。
「株式会社MBSラジオ」への移管後も月1回のペースで放送を続けてきたが、2022年の3月（7日）放送分で終了。翌4月（4日）からは、西靖・前田春香（いずれも毎日放送アナウンサー）の出演による『厳選!月イチジャーナル』（「株式会社MBSラジオ」として初めて立ち上げる報道系の生放送番組）が『月刊』時代の放送枠を引き継いでいる。

## 放送時間

### 週刊放送時代
- 2018年4月2日 - 2020年3月30日　毎週月曜日 20:00 - 21:00
  - 2018年6月18日には、当日の午前中（7:58）に大阪府北部地震が発生したことに伴う特別編成で、放送枠を19:00 - 21:00に拡大した[注 1]。
  - 日本プロ野球（NPB）シーズン中の月曜日に『MBSベースボールパーク』としてナイトゲームの完全生中継を実施する週にも、中継終了の30分後[注 2] から30分の短縮版を放送。中継カードが中止になった場合には、通常放送に切り替えていた。
    - MBSラジオが読売ジャイアンツ対阪神タイガースのデーゲーム（東京ドーム）を13:59から『MBSベースボールパーク』として中継していた2019年9月16日（敬老の日）には、中継を18:04まで延長した関係で17:45以降のレギュラー番組を本来の開始時間から25分ずつ遅らせた[注 3] ため、当番組も放送枠の完全スライド（20:25 - 21:25）で対応した[4]。

### 月刊放送時代
- 2020年4月6日 - 2022年3月7日　月曜日 20:00 - 21:00（『マンデースペシャル2』内で月に1回放送）
  - 毎週放送時代の『ニュースなラヂオ』を最後に担当したプロデューサーによれば、放送内容に対する現場レベルでの評判が良いにもかかわらず、2020年4月改編で終了する可能性があったという。しかし、ラジオ報道部などの部長陣が存続に向けて毎日放送の局内で折衝を重ねた結果、月1回ながら放送の継続に至った[5]。
  - 基本として毎月第1月曜日に放送していたが、『MBSベースボールパーク』として阪神のナイトゲーム（主に雨天中止分の振り替え開催分）を中継することが決まっている場合には、ナイトゲームが組まれていない週に編成する。やむを得ない事情で阪神やクライマックスシリーズのナイトゲームの完全生中継を実施する場合には、毎週放送時代と同じく、中継終了の30分後から30分間の短縮放送を実施していた。
  - 月曜日の通常編成では『MBSニュース』と『お天気のお知らせ』（天気予報）を『マンデースペシャル2』の後枠（20:55 - 21:00）で放送しているが、当番組の放送週には単独番組として編成せず、当番組の中でニュースと天気予報を伝えていた。
  - 2020年12月からは、月刊放送を補完する目的で、YouTube上に『ニュースなラヂオ動画班』という公式チャンネルを開設。放送のない期間を中心に、報道系のオリジナル動画を不定期で配信している。

## 出演者

### 番組の終了時点（2019年5月以降）

#### パーソナリティ
- 矢野宏（新聞『うずみ火』代表）
  - 放送するテーマに応じて、矢野以外のジャーナリスト（時事通信社解説委員の山田惠資など）や、崎山敏也（毎日放送→MBSラジオと同じJRN加盟局・TBSラジオの報道記者）がスタジオや電話で出演する。
- 北口麻奈（フリーアナウンサー、2019年5月6日 - ）

#### ニュースキャスター・レポーター
担当時点では毎日放送のアナウンサーで、株式会社MBSラジオへの制作業務移管後も「MBSアナウンサー」として出演。
- 上田崇順
- 福本晋悟

毎週放送の『ニュースなラヂオ』時代には、基本として1週ごとに、ニュースキャスターと「10分で今を解説」コーナーのリポートを交互に担当していた。ただし、同じ人物が両方の役割を担ったり、後者を矢野や別の毎日放送記者・アナウンサー（野嶋紗己子など）が担当することもあった。

### 過去
- 加藤夏海（テレビ愛媛出身のフリーアナウンサー）
  - 番組開始から2019年3月25日放送分まで、矢野と共にパーソナリティを担当。懐妊に伴って降板したため、同年4月の放送では、矢野・上田・福本の男性陣だけで進行していた。

## コーナー
- ニュースピックアップ:放送日当日のニュースから、注目に値する項目を伝えていた。
- 今日の特集:ゲストコーナーで、直近のニュースのポイントをゲストが解説した。
- 今日その他のニュースとお天気のお知らせ
- 10分で今を解説:上田、福本が交代でニュース用語を解説する。野球中継実施日の短縮版の時は割愛。

## 特別番組
MBSラジオが毎日放送ラジオ報道部時代から毎年末に長時間の生放送番組として制作する報道特別番組 については、2018年から2021年まで「当番組からの派生番組」と扱っていた。また、『ネットワーク1・17』との共同企画による特別番組を、当番組の放送枠（または『MBSマンデースペシャル』枠を組み込んだ2時間枠）で編成することがある。
MBSラジオがNPBのナイトゲーム中継を見送った2021年6月26日（土曜日）には、2020年の初頭から日本国内で新型コロナウイルスへの感染拡大が続いている状況で2020東京オリンピックを1年延期扱いで2021年7月23日 - 8月8日に開催することへの是非を問う目的で、『ニュースなラヂオスペシャル～ホントにやるの?東京オリンピック～』を19:00 - 21:00に生放送。レギュラーアナウンサーの上田・福本に代わって、毎日放送時代から東京支社の報道部に在籍する石田敦子記者（元・毎日放送アナウンサー）が東京支社からの中継リポートで出演した。
毎日放送ラジオ報道部の制作で国政選挙投・開票日の夜間に放送していた開票特別番組については、第25回参議院議員通常選挙（2019年7月28日執行）のみ、当番組をベースに放送されていた。MBSラジオへの制作業務移管後初めての国政選挙である第49回衆議院議員総選挙（2021年10月31日執行）でも、開票特別番組の自社制作や上田・福本の出演を続けながら、移管前までテレビの開票特別番組（JNN報道特別番組の関西ローカルパート）でキャスターやリポーターを務めていた毎日放送アナウンサー（西靖・松川浩子・西村麻子）を新たに迎えて『MBSラジオ2021 総選挙開票特別番組 ほんで何選挙やったん?』とのタイトルで放送している。